# Filipińczycy
Filipińczycy – naród azjatycki, posługujący się językami filipińskimi, należącymi do języków malajsko-polinezyjskich (rodzina austronezyjska). Ten prawie 100 milionowy naród zamieszkuje, oprócz Filipin (88 mln), także Stany Zjednoczone (3 mln), Arabię Saudyjską (1 mln), Malezję (850 tys.), Japonię (450 tys.) oraz Kanadę (400 tys.). Filipińczycy są w większości katolikami. Mniejszość muzułmańska zamieszkuje zwłaszcza południową wyspę Mindanao i Archipelag Sulu. Niektóre ludy wyznają animizm.
Najważniejsze ludy: Wisajowie (centralna część archipelagu), Tagalowie (środkowa, południowa, wschodnia część wyspy Luzon oraz wyspa Mindanao), Ilokanie (zachodni i środkowy Luzon), Bikolowie (południowo-wschodni Luzon), Pangasinan (zachodni i środkowy Luzon).
Około 10% ludności Filipin zalicza się do mniejszości etnicznych.